# Jitka Hamzová
Jitka Hamzová (13. dubna 1929, Praha – 29. listopadu 2017, Praha) byla redaktorka a překladatelka z francouzštiny. V překladech se zaměřovala zejména na díla z oblasti výtvarného umění

## Život a dílo
Vnučka spisovatele a lékaře prof. MUDr Františka Hamzy (1868–1930). Po maturitě na gymnáziu v Praze vystudovala v letech 1948–1952 obor výtvarná výchova na Pedagogické fakultě Univerzity Karlovy v Praze (prof. M. Salcman, M. Míčko, V. Denkstein) a francouzštinu na Filozofické fakultě Univerzity Karlovy. Absolvovala roku 1952 obhájením diplomové práce Realistické tradice v českém krajinářství.
V letech 1952–1955 pracovala jako středoškolská učitelka, 1955–1963 jako odborná pracovnice v dokumentaci a knihovně SČSVU. V letech 1963–1971 byla redaktorkou časopisu Výtvarné umění, v letech 1975–1987 pracovala v redakci výtvarného umění nakladatelství Odeon. Redigovala edice Mistři světové kresby a Světové umění. Překládala texty pro časopisy Výtvarné umění a Výtvarná práce.

### Ocenění
- 1994 výroční cena nakl. Mladá fronta za překlad knihy Gaston Bachelard: Psychoanalýza ohně[3]
- 2005 Cena Josefa Jungmanna – mimořádná tvůrčí odměna Obce překladatelů za knihu Igor Fjodorovič Stravinskij: Hudební poetika

### Překlady (výběr)
- J.-B. C. Corot, Dokumenty, Praha 1959
- Auguste Rodin: O umění, Praha 1961 (s E. Špinkovou)
- René Huyghe: Umění renesance a baroku, Odeon, Praha 1970 (s L. Mackovou, J. Papírníkovou, H. Staškovou)
- R. Huyghe: Řeč obrazů (Ve světle psychologie umění), Odeon, nakladatelství krásné literatury a umění, n.p., Praha 1973
- G. Apollinaire: O novém umění, Odeon, nakladatelství krásné literatury a umění, n.p., Praha 1974
- P. Francastel: Figura a místo (Vizuální řád v italském malířství 15. století), Odeon, nakladatelství krásné literatury a umění, n.p., Praha 1984
- F. Le Targat: Marc Chagall, Odeon, nakladatelství krásné literatury a umění, n.p., Praha 1987
- A. Chastel, E. Baccheschi: Giotto, Odeon, nakladatelství krásné literatury a umění, n.p., Praha 1991
- Milada Motlová: Jiří Kolář, Odeon, nakladatelství krásné literatury a umění, n.p., Praha 1993
- Jan Kříž et al. : Jean Dubuffet, Národní galerie v Praze 1993
- M. Klimešová et al. : Viktor Brauner: Vlk z Karpat v Paříži (Kresby a obrazy ze sbírky Musée d'art moderne Saint-Etienne), Galerie hlavního města Prahy, Musée d'Art Moderne de Saint-Étienne Métropole, Francouzský institut v Praze 1996
- Adriena Šimotová (Memoire de famille / Paměť rodiny), Galerie Nová síň, Praha 1996
- Odilon Redon: Samomluvy, Torst, Praha 1996
- Gaston Bachelard: Voda a sny (Esej o obraznosti hmoty), Mladá fronta, Praha 1997
- Georges Braque: Zápisky a rozhovory, Arbor vitae, Řevnice 1998
- H. Matisse: Pozdní texty, Arbor vitae, Řevnice 1999
- O. Rouault: O umění a životě, Arbor vitae, Řevnice 2000
- Frédéric Ripoll: Dagmar Hochová – Česká fotografka / Photographe Tchéque, Torst, Praha 2000
- P. Cézanne: Číst přírodu, Arbor vitae, Řevnice 2001
- Nicolas Poussin: Dopisy a dokumenty, Arbor vitae, Řevnice 2002
- Le Corbusier: Kdysi a potom, Arbor vitae, Řevnice 2003
- A. Pevsner: Dopisy bratrovi, Arbor vitae, Řevnice 2008
- Věra Linhartová: Soustředné kruhy, Torst, Praha 2010[4]
- Karel Srp: František Kupka: Geometrie myšlenek, Galerie hlavního města Prahy, Praha 2012
- Pierre Reverdy: Eseje a vzpomínky, Arbor vitae, Řevnice 2013
- Věra Linhartová: Portraits carnivores / Masožravé portréty, Filip Tomáš – Akropolis, Praha 2015

### Autorka textů (výběr)
- Daniela Vinopalová – Vodáková: Hledání tvaru (Plastiky z let 1960–1996), České muzeum výtvarných umění Praha 1996
- Daniela Vinopalová, Galerie moderního umění Roudnice nad Labem 2011